# أوليف جاردن
أوليف جاردن هي سلسلة مطاعم أمريكية للوجبات السريعة متخصصة في المطبخ الإيطالي الأمريكي وتابعة لشركة مطاعم داردن، التي يقع مقرها الرئيس في مقاطعة أورانج (كاليفورنيا). اعتبارًا من 11 يناير 2016، سيكون عدد عدد الفروع التي تديرها أوليف جاردن هو 891 فرعًا على مستوى العالم تمثل 3,8 مليار دولار من عائدات شركة داردن الأم والتي تقدر قيمتها ب 6,9 مليار دولار.  
التاريخ

بدأت أوليف جاردن كوحدة تابعة لشركة جنرال ميلز. وافتتح أول فرع لها 13 ديسمبر عام 1982 في أورلاندو. وبحلول عام 1989، بلغ عدد فروع أوليف جاردن 145 فرعًا مما جعلها أسرع وحدات جنرال ميلز نموًا. تمتعت جميع مطاعم أوليف جاردن بشعبية متساوية، وسرعان ما ضاهت مبيعات كل فرع من فروع سلسلة أوليف جاردن مبيعات الشركة الشقيقة السابقةريد لوبستير. أصبحت الشركة في نهاية المطاف أكبر سلسلة مطاعم ذات طابع إيطالي متكامل الخدمات في الولايات المتحدة.
أنفصلت جنرال ميلز عن مطاعم داردن (سميت باسم مؤسس ريد لوبستير بيل داردن) لتصبح شركة قائمة بذاتها عام 1995. وتعد أوليف جاردن أكثر سلسلة ذات قيمة موجهه من سلاسل داردن، بمتوسط شيكات بقيمة 15,00 (دولارًا أمريكيًا) لكل شخص مقابل أكثر من 90 دولارًا أمريكيًا في كابيتل جريل.قال براد بلوم، وهو رئيس سابق لأوليف جاردن، إن المبيعات في المطاعم القائمة انخفضت بشكل حاد، حيث أنخفضت المبيعات في نقطة ما بنسبة 12%، على الرغم من أن الشركة كانت تنشئ مطاعم جديدة بشكل سريع. وقالت ساندرا بيديكيني التابعة لأورلاندو سينتينيل إن «داردن أعادت ابتكار أوليف جاردن في التسعينيات فتحولت من سلسلة متراجعة إلى نجمة في عالم الصناعة.»  
أعلنت المجموعة الأم، فبراير 2011 في إطار مؤتمر داردن التحليلي، أنها تنوي إنشاء أكثر من 200 فرع لأوليف جاردن في السنوات القليلة المقبلة. وجاء ذلك الإعلان بعد إعلان سابق أن الشركة ستتوسع بالسلسلة في أسواق دولية جديدة محتملة، بما في ذلك الشرق الأوسط وآسيا، بسبب نضج سوق أمريكا الشمالية. كما أعلنت الشركة أنها ستبدأ في ترخيص منح حقوق الأمتياز وإقامة الشراكات، اتجاهًا جديدًا للسلسلة وما يتبع لها والتي اعتمدت، تقليديًا، على التوسع عبر المواقع المملوكة للشركة بشكل حصري.
كما أعلنت شركة داردن الأم، أنها كانت على وشك البدء توحيد مواقع فروع سلسلة أوليف جاردن وريد لوبستير. صممت المتاجر ذات الشكل الجديد لفروع السوق الأصغر، ستحتوي على مداخل منفصلة وقاعات لتناول الطعام ولكنها تستخدم مطبخًا واحدًا. ستكون قاعات الطعام في الشكل الجديد نصف المساحة القياسية الموجودة في سلاسل داردن الأكثر تقليدية، ولكن المبنى الفعلي سيكون أكبر من العمليات المستقلة للسلسلة. ستظل قوائم الطعام منفصلة أيضًا، حيث لا يمكن للعملاء طلبها إلا من الموقع الذي يجلسون فيه. في 2014، أعلنت مطاعم داردن عن نيتها لبيع ريد لوبستير، وبالتالي إغلاق موقعين جديدين من أوليف جاردن وريد لوبستير في جورجيا وكارولاينا الجنوبية، وتحويل المواقع الأربعة المتبقية إلى مطاعم أوليف جاردن مستقلة.  
وفي عام 2010، حققت أوليف جاردن مبيعات بقيمة 3.3 مليار دولار. في حين حقق أقرب منافس لها، وهو كورابيا إيطاليان جريل، مبيعات بقيمة 650.5 مليون دولار خلال العام نفسه. لكن انخفضت مبيعات أوليف جاردن بحلول عام 2012. وفي الربع الأخير من عام 2011، انخفضت المبيعات في فروع أوليف جاردن المنشأة بنسبة 2,5٪. وقال كريس مولر، عميد كلية الضيافة (الفنادق) في جامعة بوسطن، وأستاذ المطاعم السابق في جامعة فلوريدا، «ما الذي تمثلة أوليف جاردن الآن؟ لا أعرف ما الذي تمثله.» وقال رئيس شركة داردن والمدير التنفيذي للعمليات، إن أوليف جاردن كانت في تلك المرحلة «علامة تجارية محبوبة، ولكنها متوقعة إلى حد ما». كشفت الشركة عن وجبة ثلاثية مقابل 12,95 دولار في محاولة لوقف أنخفاض المبيعات. في عام 2011، طبقت أوليف جاردن برنامجًا إلزاميًا لتخفيض الأجور، والذي مكنها من خفض أجور الموظفين إلى 2,13 دولارًا في الساعة. في أكتوبر 2012، أصبحت أوليف جاردن واحدة من أولى سلاسل المطاعم الوطنية التي حولت معظم موظفيها إلى موظفي دوام جزئي، بغرض الحد من تكلفة دفع فوائد الرعاية الصحية للموظفين بدوام كامل. 
في 9 يوليو 2014، أطلقت أوليف جاردن شعارًا وتصميمًا جديدًا للمطعم. ما تضمن إضافة خدمة الطلب الإلكتروني وحصص غداء أصغر. 
الإعلان والتسويق 
كان شعار أوليف جاردن الأصلي هو «أوقاتًا طيبة، سلطة رائعة، أوليف جاردن». وقد استخدم هذا الشعار عندما كان تركيز الدعاية الرئيس هو سلطة غير محدودة. عندما أضيف الحساء غير المحدود وأصابع الخبز إلى لائحة الطعام، تم تغيير الشعار إلى «عندما تكون هنا، تكون من العائلة». الشعار الجديد للشركة الذي بدأ في أوائل عام 2013 هو «كلنا عائلة هنا» 

## References
1. ↑  "معلومات عن أوليف جاردن على موقع littlesis.org". littlesis.org. مؤرشف من الأصل في 2021-03-23.